# 佐竹利彦
佐竹 利彦（さたけ としひこ、1910年（明治43年） - 1998年（平成10年）7月24日）は、日本の技術者・実業家。広島県東広島市出身。
サタケ二代目社長。おいしくて光沢のある白米ができる精米機を発明し、精米理論を体系化した。またヤシ・ソテツ類植物の収集・分類において権威であった。東京大学で農学博士号を取得（近代精米技術に関する研究）、東京農業大学名誉博士（ヤシの研究）、広島大学名誉博士（近代精米およびヤシの研究）。

## 来歴
1910年（明治43年）、佐竹利市の長男として生まれる。旧制山陽中学校（現・山陽高等学校）で優秀な成績を収め、旧制広島高等工業学校（現・広島大学工学部）への推薦入学が決まっていた。しかし利彦は自らの意志で進学せず、1928年（昭和3年）佐竹機械製作所（サタケ）に入社し、18歳から父・利市のもとで精米の研究を始める。
利彦の最初の発明は、1930年（昭和5年）親子で開発した胚芽白米用「横型高速度研削式胚芽米搗精機」になる。このころ、大日本帝国陸軍が脚気予防として胚芽米を重要視し始めていた時期であり、これは発売と同時に軍に採用され宇品陸軍糧秣支廠に卸された。サタケ初の海外輸出機もこれであり、1932年（昭和7年）満州国奉天・ハルピン・牡丹江に関東軍が建設した精米工場に卸された。この頃、精米工業は急速に発展し、戦争の拡大に伴い各地に精米工場が建設されるようになり、終戦まで各地の陸軍糧秣廠に卸された。
1932年、従兄弟で帰米二世の冨美子と結婚する。利彦は父・利市と似たような性格で、研究に没頭すると会社経営に無頓着となるため、以降佐竹機械製作所の経営は母・フデと妻・冨美子が取り仕切っていたという。
1940年（昭和15年）父・利市が『穀類搗精機の研究』発表。この中の第5編「穀類精白作用要論」は利市との共著の形で発表、内容は学会で初めて精穀理論を体系化もので今日の工学的精米理論の基礎となった。1942年（昭和17年）日本政府の要請で東南アジア諸国であるミャンマー・タイ・ベトナム・カンボジアの精米工場へ調査に向かう。ここで他国の米と精米技術について学んだことが、のちの精米機開発に大きな影響を与えた。
1943年（昭和18年）父・利市の跡を継いで社長に就任する。
1950年（昭和25年）、精穀機発明の功績に対して藍綬褒章を授与される。
1955年（昭和30年）「食糧用パールマスター精米機」、1956年（昭和31年）「農家用ワンパス精米機」を開発する。パールマスターは現在流通している摩擦式精米機の基本的構造を確立したものである。ワンパスはパールマスターを農家用に開発したもの。この2つは1957年（昭和32年）業界初のグッドデザイン賞を受賞している。パールマスターは海外にも輸出され1957年（昭和32年）にはアメリカ全土の精米工場で普及、「日本は戦争に負けたが精米機ではアメリカを征服した」とまで言われたという。
利彦はいくつか画期的な発明をしているがその中で最大の実績が、1961年（昭和36年）「コンパス精米機」の開発である。これは精米方法を摩擦式と研磨式の利点を合わせたもので、玄米表面の糠を完全に除去し光る白米ができるようになった精米機である。
この頃日本政府で精米集中化政策を進めており、コンパス精米機は大型精米設備への独占供給が進んだ。1964年（昭和39年）農林省（農林水産省）モデル事業として日本初のカントリーエレベーターが3ヶ所造られたが、すべてサタケが施工している。また前述のとおりサタケは精米機の海外輸出実績があり、コンパス精米機が発売されると各国の大型精米工場に普及した。
1977年（昭和52年）水分を添加して研米しよりつややかな白米を作ることができる湿式研米機「クリーンライト」を開発する。これは研米後、倉庫内で変色せず、船上輸送される際に潮風による酸化の影響がないことから海外では輸出米用に重用され、特に早くから導入したタイ国では一気に普及しタイ米の輸出シェアの拡大に貢献している。いくつかの国では精米プラントをサタケと呼ばれるようになる。なおクリーンライトは米の研ぎ回数が減ることで水の節約にもなることから「日本で初めて無洗米を製造できる機械」として売り出されたが、当時は品質が高くなかったことと無洗米を求める市場が形成されていなかったため、無洗米製造装置としての利用は少なかった。
1982年（昭和57年）、学技術振興に尽くした功績により勲三等瑞宝章を授与される。論文『近代精米技術に関する研究』発表、1988年（昭和63年）東京大学から農学博士号を取得する。この論文は精米理論を集大成したものとして高く評価されている。
サタケは精米機を始めとする食品総合機器メーカーとして知られるようになったが、モーターも作っている。モーター開発は1985年（昭和60年）頃、利彦社長からのトップダウンの形で始まった。当時サタケの精米機は海外のプラントで用いられ、その際他社のモーターを用いていたが不具合が発生しサタケの機械にも影響が出るおそれがあったため、利彦はモーターを自社開発するよう指示した。また父・利市が明治時代に日本で初めて動力式精米機を発明した際エンジン（石油発動機）も開発していたことから、利彦はモーター（電動機）を開発したいという思いがあったとされている。
1990年（平成2年）、娘婿の佐竹覚に社長職を譲る。
1996年（平成8年）、広島大学への寄附により紺綬褒章を受章。
1998年（平成10年）7月24日死去。享年88。正五位叙位及び菊紋銀杯授与。

## ヤシの研究
商用のため海外を巡っていた中で、1933年（昭和8年）23歳のときに知人からビロウの苗をもらう。ここからヤシの魅力に取りつかれたが、当時日本ではヤシ科植物の研究がされていなく参考文献も研究者もほとんどいなかったことから、独学でヤシの研究を始めた。ヤシ科分類研究で知られるハロルド・エメリー・ムーアとは終戦以降に親交を始めた。
1962年（昭和37年）ヤシ科植物が11亜科29族253属3333種であるという新分類を発表している。
1993年（平成5年）東京農業大学からヤシの研究で名誉農学博士号を授与、1995年（平成7年）広島大学から近代精米およびヤシの研究で名誉博士号を授与される。世界中から収集したヤシ・ソテツ78種230株及び約500種のヤシの種やサンプルおよび文献は、現在サタケ本社隣にあるヤシ園に収められている。

## 主な著書
- 佐竹利市『穀類搗精機の研究』糧友会（1940年）、第5編「穀類精白作用要論」は利市との共著[1]
- 『最新園芸大辞典』誠文堂新光社、（1968年版）「ヤシとソテツ」の項[1]
- 『万有百科大事典』小学館、（1972年版）「ヤシ」の項[1]
- 『日本大百科全書』小学館、（1984年版）「ヤシ」の項[1]
- 『近代精米技術に関する研究』東京大学出版会（1986年）